# Nikita Gorbunov
Bản mẫu:Eastern Slavic name
Nikita Gorbunov (sinh ngày 14 tháng 2 năm 1984) là một cầu thủ bóng đá Turkmenistan (thủ môn) của FC Altyn Asyr và Đội tuyển bóng đá quốc gia Turkmenistan. Anh được triệu tập để thi đấu ở Vòng loại giải vô địch bóng đá thế giới 2010 (AFC).

## Sự nghiệp câu lạc bộ
Năm 2013 với FC Balkan anh giành chức vô địch Cúp Chủ tịch AFC 2013 tại Malaysia.
Năm 2015, anh chuyển đến FC Ahal. Kể từ năm 2016 thi đấu cho FC Altyn Asyr.

## Thành tích
- Cúp Chủ tịch AFC: 2013